# Blåkronad manakin
Blåkronad manakin (Lepidothrix coronata) är en fågel i familjen manakiner inom ordningen tättingar.

## Utbredning och systematik
Blåkronad manakin delas in i sex underarter:
- coronata-gruppen
  - L. c. caquetae – förekommer i de tropiska delarna av sydöstra Colombia (öster om Anderna i västra Meta och västra Caqueta)
  - L. c. carbonata – förekommer från sydöstra Colombia till norra Peru, södra Venezuela och norra Amazonområdet (Brasilien)
  - L. c. coronata – förekommer från de tropiska delarna av östra Ecuador till nordöstra Peru och västra Amazonområdet
- exquisita-gruppen
  - L. c. exquisita – förekommer i de tropiska delarna av östra Peru (från södra Loreto till Junín)
  - L. c. caelestipileata – förekommer i sydöstra Peru (Puno) och intilliggande västra Amazonområdet
  - L. c. regalis – förekommer från det tropiska norra Bolivia söderut till Cochabamba

Sammetsmanakinen behandlas traditionellt som en del av blåkronad manakin, men urskiljs sedan 2022 som egen art 2022 baserat på studier som visar på betydande genetiska och lätesmässiga skillnader.

## Status
IUCN kategoriserar arten som livskraftig men inkluderar sammetsmanakinen i bedömningen.